# Тодірешть (Сучава)
Тодірешть, Тодірешті (рум. Todirești) — село у повіті Сучава в Румунії. Адміністративний центр комуни Тодірешть.
Село розташоване на відстані 363 км на північ від Бухареста, 15 км на захід від Сучави, 129 км на північний захід від Ясс.

## Населення
За даними перепису населення 2002 року у селі проживали 1492 особи, усі — румуни. Рідною мовою 1491 особа (99,9%) назвала румунську.